# 伊美町
伊美町（いみまち）は、大分県東国東郡にあった町。現在の国東市の一部にあたる。

## 地理
国東半島の北部、伊美川河口に位置していた。
- 海洋：周防灘[2]

## 歴史
- 1889年（明治22年）4月1日、町村制の施行により、東国東郡中村、伊美村、櫛来村が合併して村制施行し、伊美村が発足[1][2]。旧村名を継承した中、伊美、櫛来の3大字を編成[1][2]。
- 1940年（昭和15年）12月23日、東国東郡上伊美村を編入[2]。大字赤根、千灯、野田の3大字を加えて6大字となる。
- 1951年（昭和26年）1月1日、町制施行し伊美町となる[2]。
- 1955年（昭和30年）4月1日、東国東郡熊毛村と合併し国見町を新設して廃止された[1][2]。

## 産業
- 農業、漁業[2]